# Найф-Рівер (Монтана)
Найф-Рівер (англ. Knife River) — переписна місцевість (CDP) в США, в окрузі Ричленд штату Монтана. Населення — 320 осіб (2010).

## Географія
Найф-Рівер розташований за координатами 47°27′15″ пн. ш. 104°20′57″ зх. д. / 47.45417° пн. ш. 104.34917° зх. д. (47.454046, -104.349298).  За даними Бюро перепису населення США в 2010 році переписна місцевість мала площу 8,67 км², уся площа — суходіл.

## Демографія
Згідно з переписом 2010 року, у переписній місцевості мешкало 320 осіб у 136 домогосподарствах у складі 93 родин. Густота населення становила 37 осіб/км².  Було 153 помешкання (18/км²).
Расовий склад населення:
| - 89,7 % — білих - 5,0 % — корінних американців - 0,6 % — азіатів |

До двох чи більше рас належало 4,7 %. Частка іспаномовних становила 0,0 % від усіх жителів.
За віковим діапазоном населення розподілялося таким чином: 22,5 % — особи молодші 18 років, 58,4 % — особи у віці 18—64 років, 19,1 % — особи у віці 65 років та старші. Медіана віку мешканця становила 43,8 року. На 100 осіб жіночої статі у переписній місцевості припадало 83,9 чоловіків;  на 100 жінок у віці від 18 років та старших — 92,2 чоловіків також старших 18 років.